# Riccardo Lucca
Riccardo Lucca (Rovereto, 24 febbraio 1997) è un ciclista su strada italiano, che corre per la Karcag Cycling ÉPKAR Team. Attivo tra gli Elite/Under-23 dal 2016, nel 2022 ha vinto una tappa all'Adriatica Ionica Race.

## Palmarès
- 2014 (Juniores)[2]

2ª tappa 3Giorni Ciclistica Bresciana (Montichiari > Roncone)
G.P. Val di Pan Consorzio Marmisti Valpantena (cronometro)
Trofeo Bigio L'Oster Cronoscalata (cronometro)
Memorial Romolo Benatti
- 2015 (Juniores)[3]

2ª tappa 3Giorni Ciclistica Bresciana (Gavardo > Caino)
3ª tappa 3Giorni Ciclistica Bresciana (Montichiari > Roncone)
Trofeo Bigio L'Oster Cronoscalata (cronometro)
2ª tappa Trittico del Veneto (Ceneda di Vittorio Veneto)
Orsago Col Alt
Memorial Benvenuto Vergottini
- 2017 (Zalf Euromobil Désirée Fior)[4]

La Bolghera
Gran Premio Città di Vigonza
- 2018 (Team Colpack)[5]

Ciriè-Pian della Mussa
- 2019 (Work Service Videa Coppi Gazzera)[6]

3ª tappa Giro del Veneto Under-23 (Montegrotto Terme > Monte Berico)
1ª tappa, 2ª semitappa Tour de Nouvelle-Calédonie (Netché > Todine, con la Pontoni-Casa Italia)
3ª tappa Tour de Nouvelle-Calédonie (Koné > Olu, con la Pontoni-Casa Italia)
- 2020 (General Store-Essegibi-F.lli Curia)[7]

Trofeo Fubine Porta del Monferrato
Astico-Brenta
- 2021 (General Store-Essegibi-F.lli Curia)[8]

Memorial Vincenzo Mantovani
Trofeo Alcide De Gasperi
Giro del Piave
Coppa Bologna
Coppa Varignana
Coppa Città di San Daniele
- 2022 (Work Service Vitalcare)[9]

4ª tappa Adriatica Ionica Race (Fano > Riviera del Conero)
Giro del Piave
5ª tappa Giro del Veneto (Schio > Ossario del Pasubio)
Classifica generale Giro del Veneto
Gran Premio Radici Group - Camp. Reg. Lombardo
3ª tappa Giro della Regione Friuli Venezia Giulia (Pavia di Udine > Monte Zoncolan)
Gran Premio Varignana

### Altri successi
- 2021 (General Store Essegibi F.lli Curia)

1ª tappa Giro del Veneto (Porto Tolle > Porto Tolle, cronosquadre)
- 2025 (Karcag Cycling ÉPKAR Team)

Classifica scalatori Tour of Szeklerland

## Piazzamenti

### Classiche monumento
- Milano-Sanremo

2023: 108º
- Giro di Lombardia

2023: 115º